# Телоксис
Телоксис (лат. Teloxys) — род травянистых растений семейства Амарантовые (Amaranthaceae). Включает единственный вид — Телоксис остистая (Teloxys aristata), распространённый в Евразии.

## Ботаническое описание
Однолетнее травянистое растение, без запаха, 5—30 (50) см высотой. Корень стержневой, тонкий, простой или ветвящийся. Стебель сильно ветвящийся, формирует при плодах шарообразную форму («перекати-поле»). Листья очерёдные, простые, цельные, от ланцетных до обратнолопатчатых, 0,8—3,5 (6,0) см длиной и 1—3 (8) мм шириной, на верхушке острые или притуплённые, сидячие или в основании клиновидно суженные в черешок до 0,4 мм длиной, цельнокрайные или неясно мелкозубчатые.
Цветки сидячие или на коротких цветоножках, обоеполые (иногда в верхней части соцветия — пестичные), собраны в верхушечное, сильно разветвлённое, дихазиальное соцветие, боковые ветви которого преобразованы в остевидные колючки (редко отсутствуют). Околоцветник простой, чашечковидный, 5-членный; листочки белые или розоватые, 0,5—0,7 мм длиной и 0,3—0,4 мм шириной, голые, сросшиеся, узкоэллиптические, слегка мясистые, на верхушке тупые или заострённые, по краю пленчатые, при плодах отогнутые и краснеющие. Тычинок 5; пыльники около 0,2 мм длиной. Стилодиев и рылец 2 (3). Плоды односемянные, сжатые, линзовидные или округлые, по краю с ребром или с выступающей оторочкой. Околоплодник тонкий, плёнчатый, прилегающий к семени. Семена горизонтальные, сжатые, 0,5—0,8 мм в диаметре, буровато-чёрные или черновато-красные.

## Синонимы вида
- Atriplex aristata (L.) Crantz (1766)
- Chenopodium acuminatum var. minimum (W.Wang & P.Y.Fu) Z.S.Qin
- Chenopodium aristatum L. (1753)basionym — Марь остистая
- Chenopodium aristatum var. inerme W.Z.Di (1987)
- Chenopodium minimum W.Wang & P.Y.Fu (1959)
- Chenopodium secundiflorum Viv. (1824)
- Chenopodium sinense Willemet (1778)
- Chenopodium virgatum var. minimum (W.Wang & P.Y.Fu) Kitag. (1979)
- Chenopodium virginicum L. (1753)
- Dysphania aristata (L.) Mosyakin & Clemants (2002)
- Lecanocarpus aristatus (L.) Zucc. (1829)